# Ольховка (река, впадает в Балтийское море)
Ольховка — река в России, протекает по территории Гурьевского района Калининградской области. Устье реки находится в Куршском заливе. Длина реки — 12 км, площадь водосборного бассейна — 43,7 км².

## Данные водного реестра
По данным государственного водного реестра России относится к Балтийскому бассейновому округу, водохозяйственный участок реки — реки бассейна Балтийского моря в Калининградской области без рек Неман и Преголя. Относится к речному бассейну реки Неман и рекам бассейна Балтийского моря (российская часть в Калининградской области).
Код объекта в государственном водном реестре — 01010000312104300010632.

## Топографическая карта
- Лист карты N-34-42 Калининград. Масштаб: 1 : 100 000. Состояние местности на 1982 год. Издание 1987 г.